# Congrès national pour la défense du peuple
Pour les articles homonymes, voir CNDP.
 (novembre 2013).
Le Congrès national pour la défense du peuple (CNDP) est un groupe rebelle de la république démocratique du Congo (RDC), actif dans les régions du Nord et Sud Kivu de 2006 à 2009.
Créé en juillet 2006 par Laurent Nkunda, le CNDP est issu de la fusion d'ONG locales, avec pour objectifs la défense de la communauté tutsie, la neutralisation des Forces démocratiques de libération du Rwanda (FDLR), et le retour des Congolais réfugiés au Rwanda. D'une dissidence de soldats mécontents du processus de transition, il devient par la suite un mouvement politico-militaire aux ambitions nationales combattant les Forces armées de la république démocratique du Congo (FARDC) et ses alliés, ainsi que les FDLR dans la guerre du Kivu.

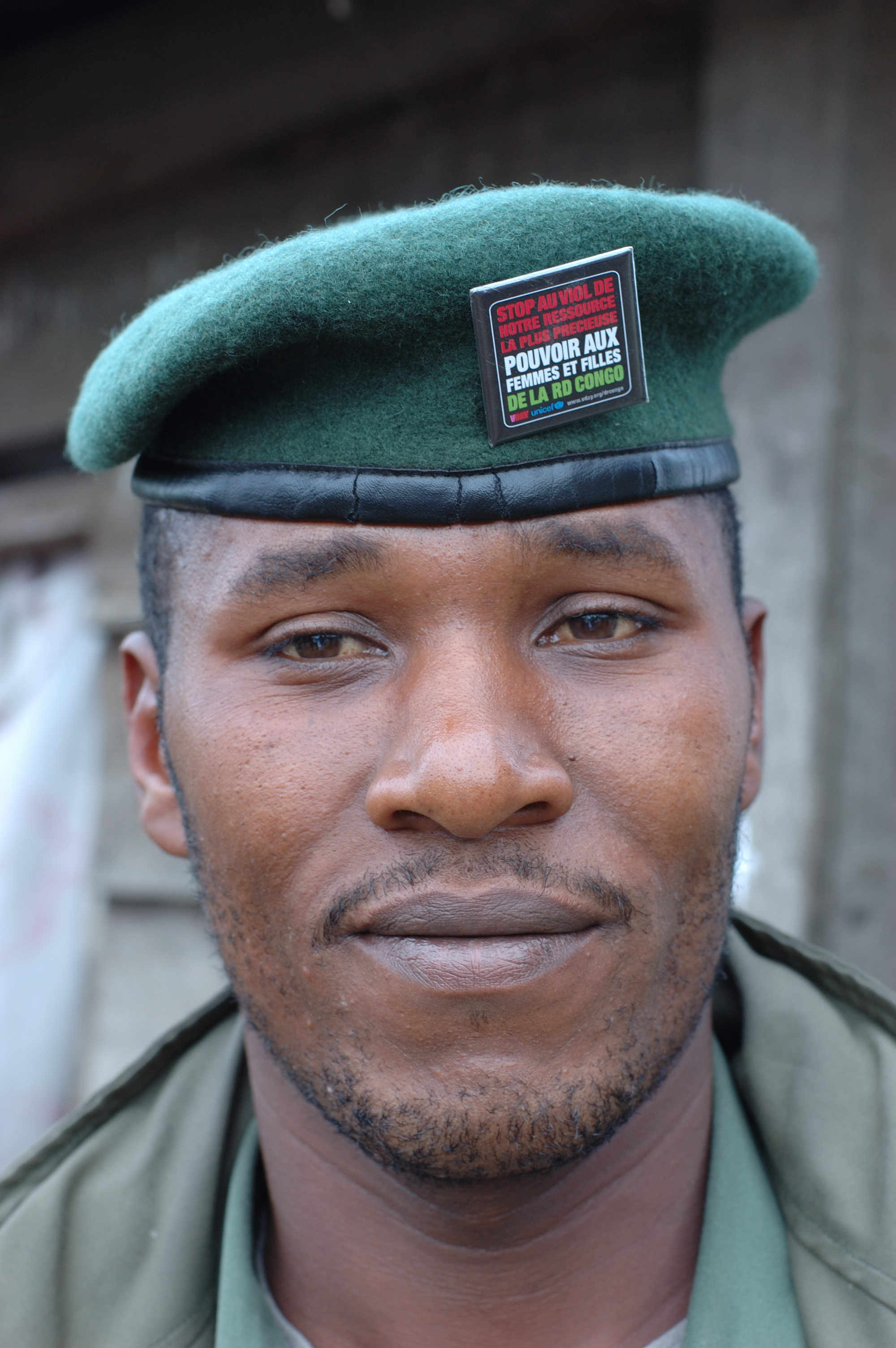
Un militaire du CNDP en 2008 (avec un insigne anti-viol sur son béret)

En janvier 2009, quelques jours après avoir été destitué par Bosco Ntaganda, chef d’état-major du CNDP, Laurent Nkunda est arrêté au Rwanda. La faction dissidente du CNDP menée par Bosco Ntaganda déclare la fin des hostilités entre le CNDP et les FARDC et la mise à disposition des combattants du CNDP pour son intégration au sein de l’armée nationale.
Le 23 mars 2009 un accord de paix est signé. Le CNDP réaffirme l'abandon de la lutte armée et les ex-rebelles des forces armées du CNDP sont intégrées dans l'armée nationale. L’ancien mouvement rebelle devient alors un parti politique qui rejoindra l’Alliance pour la majorité présidentielle (AMP) de Joseph Kabila lors des élections de 2011.
Selon différentes organisations non gouvernementales, les membres du CNDP et des précédents groupes armés dirigés par Laurent Nkunda auraient commis de graves exactions sur les populations civiles, et se sont rendus coupable de violations de droits humains.
En 2012, des anciens membres du CNDP intégrés à l'armée régulière, considérant que le gouvernement congolais n'avait pas respecté les modalités de l'accord de paix du 23 mars 2009, se mutinent. Cette rébellion donnera naissance au Mouvement du 23 mars (M23).

## Contexte
Le 2 août 1998, quatorze mois après la fin de la première guerre du Congo, le pays est entrainé dans un nouveau conflit, à la suite d'une rébellion déclenchée par des soldats tutsis banyamulenge dans les villes de Goma, et Bukavu,,. Cette rébellion, soutenue par le Rwanda et l'Ouganda, prendra le nom de Rassemblement congolais pour la démocratie (RCD) et deviendra un des acteurs majeurs de la deuxième guerre du Congo, qui contrôlera un grande partie de l'est du pays. Dans les semaines qui suivent le RCD et ses alliés prennent le contrôle des principales villes du Nord et Sud-Kivu, de la province orientale, et du Nord-Kantaga, en parallèle ils mènent une autre attaque dans le Bas-Congo avec comme objectif la prise de Kinshasa. Durant cette période Kabila et les autorités de la RDC incitent la population à se mobiliser contre les Tutsis, les accusant de collusion avec l'ennemi. Ces appels entrainent une chasse aux Tutsi dans les rues de Kinshasa et d'autres villes du pays, qui se solde par des milliers d'arrestations, des disparitions et des exécutions sommaires, perpétrés par la population civiles et les services de sécurité de Kabila,,,,. Les autres populations civiles ne seront pas non plus épargnées par les exactions tout au long de cette guerre, et ce par toutes les forces en présence.
À partir de 1999, les différents acteurs du conflit vont mettre en œuvre un ensemble d'accords, qui permettront d'aboutir le 30 juin 2003, à la fin de la deuxième guerre du Congo, à la suite de la mise en place du gouvernement de transition, dont les objectifs principaux sont de restaurer la paix dans l'est du pays, et l'organisation d'élections nationales.

## Histoire

### Création du Congrès national pour la défense du peuple
Le CNDP est issu de la fusion en août 2005 de l'ONG Synergie pour la paix et la concorde avec le Conseil militaire pour la défense du peuple (CMDP), deux organisations créé par Nkunda dans les années précédentes. Le 25 juillet 2006, quelques jours avant le premier tour des élections présidentielles, Laurent Nkunda officialise la création du Congrès national pour la défense du peuple (CNDP) lors d'une conférence de presse à Bwito, une chefferie du territoire de Rutshuru dans le Nord-Kivu,,. Son programme consiste en la défense des intérêts et la protection de la communauté Tutsi, la neutralisation des Forces démocratiques de libération du Rwanda (FDLR), et le retour en RDC des Tutsi congolais des camps de réfugiés au Rwanda,.

### Crise de Sake
Le 25 novembre 2006, des affrontements éclatent à Sake, opposant la 11e brigade intégrée FARDC et les soldats de la 81e et 83e brigades FARDC non intégrées, loyaux au général déchu Laurent Nkunda. La mort d'un tutsi congolais la veille, tué par un policier à un poste de contrôle à Sake serait à l'origine des affrontements. Selon la police nationale, cette personne apportait un soutien logistique à Nkunda,. Le lendemain, Les troupes de Nkunda prennent le contrôle de Sake. La violence des combats provoquent la fuite de 15 000 à 20 000 civils en direction de Goma et Minova,,.
Le 27 novembre 2006, les forces loyalistes épaulées par la Mission de l'Organisation des Nations unies en république démocratique du Congo (MONUC) reprennent Sake,. Les troupes de Nkunda sont repoussées dans les collines vers Kimoka ainsi qu'à quelques kilomètres au nord de Sake. Les casques bleus de la MONUC, font usage d'hélicoptères de combat et d'armes lourdes afin d'arrêter la progression des insurgés vers Goma,,. Au moins 150 soldats rebelles sont tués pendant les combats, du côté des forces loyalistes et de la population on dénombre 10 morts, dont 9 militaires et un civil. À la suite des combats, le colonel Bernard Byamungu, commandant des opérations de Nkunda, et Dieudonné Kabika, secrétaire général du CNDP, se sont rendus aux forces de la MONUC avec neuf autres combattants,.

### Mixage et traque des Forces démocratiques de libération du Rwanda

#### Mixage des troupes du CNDP
En janvier 2007, après l’échec de l'offensive du CNDP sur Saké, le général dissident Laurent Nkunda négocie avec Kinshasa un accord de mixage pour ses troupes, sous l’égide du Rwanda. 
A la différence du brassage, lors du mixage, les combattants du CNDP ne sont pas envoyés dans une région différente de leurs zones de combats initiales, mais restent dans les territoires du Masisi et du Rutshuru, et sont mélangés avec des troupes non brassées du Sud-Kivu.
Cinq brigades mixées sont créés : Alpha, Bravo, Charlie, Delta et Écho. Une sixième brigade, Fox-trot, qui devait être constituée de la garde rapprochée de Nkunda, ne verra pas le jour. Ces nouvelles brigades ont pour objectif de traquer et débarrasser le pays des Forces démocratiques de libération du Rwanda (FDLR) , afin de pacifier la région, et permettre à terme, le rapatriement des réfugiés tutsi du Rwanda.

#### Traque des Forces démocratiques de libération du Rwanda
La traque des Forces démocratiques de libération du Rwanda (FDLR) est compliquée, ces derniers se cachent au sein des populations civiles, et organisent des embuscades contre les brigades mixées, et les populations civiles subissent les conséquences de cette traque : pour punir les communautés locales de leur collaboration supposée avec le camp adverse, toutes les parties impliquées (les troupes de Nkunda, l’armée congolaise, et les FDLR) se livrent  à des meurtres, des violences sexuelles, des vols, des extorsions et des destructions de propriété, à l’encontre des civils, ce qui entraînent des déplacements massifs de populations,, plus de 160 000 de personnes auraient ainsi été déplacées.
Devant ces exactions la communauté internationale et la MONUC demandent l’arrêt des opérations, et le commandement des FARDC s'exécute, ce qui entraîne des désaccords au sein des brigades mixées et des tensions de plus en plus grande qui aboutissent en août 2007 à la reprise des combats entre le CNDP et les FARDC. La cessation de la campagne a suscité une vive critique de la partie du gouvernement rwandais, car les FDLR étaient les principales forces hutues s'opposant aux milices pro-Rwanda durant la dernière partie de la deuxième guerre du Congo. Les FDLR sont aussi composées d'anciens Hutu responsables du génocide de 1994 contre les Tutsis au Rwanda.
A cette époque la zone sous contrôle de Nkunda se trouve au nord du lac Kivu dans le Nord-Kivu autour des villes de Masisi et Rutshuru, et continue à s'étendre au fur et à mesure que le CNDP s'avance. Nkunda a établi son quartier général dans cette zone en créant les infrastructures nécessaires.

### Conférence de Goma

#### Ouverture de la conférence et négociations
Le 6 janvier 2008, onze représentants du CNDP participent à la conférence sur la paix à Goma.
Le 21 janvier 2008, à l’issue d’un peu plus de deux semaines de pourparlers les autorités gouvernementales annoncent qu’un accord de paix doit être signé entre le gouvernement de la République démocratique du Congo, le CNDP et les milices Maï-Maï,.
Le 22 janvier 2008, les représentants du CNDP refusent de ratifier l’accord qu’ils s’étaient engagés à signer la veille, affirmant que le texte ne tenait pas compte des amendements qu'ils avaient proposés, les rebelles exigeant en autre la prise en compte des crimes de guerre dans la loi amnistie avec comme conséquence le report de la fin de la conférence au 23 janvier 2008.

#### Accord de Goma
Le 23 janvier 2008, au terme des négociations, un acte d'engagement est finalement signé à Goma par tous les groupes armés congolais impliqués dans le conflit du Kivu,.
Cet acte d’engagement prévoit l’application d’un cessez-le-feu total et immédiat. Il est assorti de mesures de suivi de la démobilisation, ou de redéploiement des troupes armées vers l’armée régulière, mais les crimes de guerre sont exclus de la loi d’amnistie.
Selon les observateurs, le chef de la délégation du CNDP a été le premier à le signer, suivi des représentants des autres groupes armés.

## Fin de la rébellion
En janvier 2009, Laurent Nkunda est renversé par son chef d'état major Bosco Ntaganda,. Selon The Guardian, Ntaganda pourrait s'être retourné contre son ancien dirigeant craignant que des mois de méfiance croissante en vers sa personne n’incitent Nkunda à le livrer à la Cour pénale internationale de La Haye, où Bosco Ntaganda, à cette époque, était accusé de crimes de guerre liés au recrutement d’enfants soldats.
Le 23 mars 2009, à Goma, le CNDP et le gouvernement de la république démocratique du Congo signent un accord de paix,. Cet accord prévoit la transformation du CNDP en parti politique, la libération de ses membres détenus par les autorités gouvernementales et la promulgation d'une loi d'amnistie pour les anciens rebelles,.

## Nouvelle rébellion
En avril 2012, dans le Nord-Kivu d’anciens membres du CNDP se lancent dans une nouvelle rébellion qui aboutira à la création le 06 mai 2012 du Mouvement du 23 mars (M23),.

## Violation des droits humains
Laurent Nkunda est accusé de crimes de guerre par Human Rights watch, et l’ancien chef rebelle congolais Bosco Ntaganda a été déclaré coupable de crimes de guerre et crimes contre l’humanité en 2019 par la Cour pénale Internationale.